# Добрянський Адольф Іванович
Адольф Іванович Добрянський гербу Сас (нім. Adolf Ritter von Sacsurov Dobrzanski, 19 грудня 1817, Рудлов, комітат Земплін — 19 березня 1901, Інсбрук) — політичний і громадський діяч, історик, публіцист москвофільського напрямку, державний службовець Австро-Угорщини. Походив із родини священника. Закінчив у тодішній Угорщині філософський факультет (1833) у Кошицях, юридичний факультет (1836) у Хебі та Гірничо-лісову академію (1840) у Банській Штявниці.
Під час революції 1848–49 в Угорщині, після того як її керівники відмовилися від вирішення національного питання, перейшов на москвофільські позиції. Апологет зросійщення, ідеолог переходу греко-католиків у православ'я, автор багатьох робіт, присвячених історії, етнографії, релігійній і політичній ситуації в австрійській Русі. Визнаний лідер москвофільської течії, прихильник культурного, мовного і етнічного єднання австрійських русинів з росіянами Російської імперії. Дід лінгвіста Г. Ю. Геровського, політика О. Ю. Геровського, художника Грабаря Ігоря Емануїловича, тесть філолога Антона Будиловича.

## Походження
Адольф Добрянський походив зі старовинного шляхетського роду Сас, родоначальником якого, згідно з його автобіографічними спогадами, був православний воєвода Томова Сова, який переселився з Русі в Угорщину у X столітті з князем Гезою. Добрянських визнав шляхтичами, імовірно, 1445 року жупан Кендеш з Маковицького панства (Мако). Шляхетство було підтверджене Марамароською законодавчою палатою у 1763 році. Батько Адольфа — Іван Іванович Добрянський — був греко-католицьким священиком, як і дід. Матір — Шарлота Андріївна, до шлюбу Шепешгазі (Сепешхазі), дочка Левоцького міського голови.

## Життєпис

### Раннє життя і навчання
Адольф Іванович народився в селі Рудльово Земплинської жупи Австрійської імперії (нині біля Воронова, у Словаччині), де батько був настоятелем парафії. Батьки Адольфа були дуже освіченими людьми. Його мати, приміром, розмовляла німецькою, угорською, французькою, знала латину та церковнослов'янську. Читати й писати по-руськи Адольф Добрянський навчився дома, а потім, коли йому виповнилося п'ять років, його відправили вчитися німецької мови до бабусі Варвари Шепешгазі до міста Левочі. Там він також пішов у гімназію, закінчивши два класи до 1828 року. Потім він навчався в Рожняві, де закінчив третій клас і добре навчився угорської мови, четвертий і п'ятий класи закінчив в Мішкольці, де познайомився з основами православного обряду християнства. Останній клас гімназії — шостий, Добрянський провчився знову в Левочі, неподалік від якої, в селі Завадка служив його батько, переведений з Рудлова.
Вищу освіту здобував у Кошицях і Еґері, на філософському і юридичному факультетах. Під час навчання сформувався його світогляд, духовні й суспільно-політичні погляди. Будучи греко-католиком, Добрянський духовно був ближчий до православ'я, і розглядав греко-католицизм не як шлях від православ'я до католицтва, а навпаки, як спосіб спочатку в межах обрядів, а потім і догматично перейти до православ'я. Великий вплив на Добрянського справило угро-сербське православне духовенство, навіть першу книгу церковнослов'янською мовою йому дав серб Ісакович. Ще студентом Добрянський виявив свої лідерські здібності, ставши духовним керівником студентів, які захоплювались слов'янофільством. Певний час займався юридичною практикою у місті Спиш, згодом вступив до Гірської й лісової академії в Банській Штявниці, де чотири роки вивчав гірничу справу й лісівництво. Тут він знайомиться зі словацькими суспільними та політичними діячами того часу — М. Гурбаном, А. Радлінським, Й. Шкультти, П. Мудронем.

### Державна служба
У 1840 році його призначили практикантом до Віндшахта, а за два роки він став там само кунстофіцером. Через чотири роки Добрянського нагородили за відмінну службу і відправили до Відня для вдосконалення знань у будівельних майстернях Віденсько-глокницької залізниці під керівництвом найкращих інженерів. 1847 року доля закинула його в Чехію, де він візарекомендувавши себе як висококваліфікованого спеціаліста, був призначений кунстофіцером у Брандейзель. Під час проживання в Чехії Добрянський познайомився з Вацлавом Ганкою, Франтішеком Палацьким, Карелом Гавлічеком та іншими панславістами. Ці представники чеського національного відродження справили значний вплив на погляди молодого Добрянського. Він стає прихильником ідеї реорганізації адміністративно-територіального устрою на основі рівноправності всіх національностей і віросповідань. За його задумом Чехія, Моравія, Словаччина, Закарпаття, Галичина і Буковина мали стати окремими губерніями.

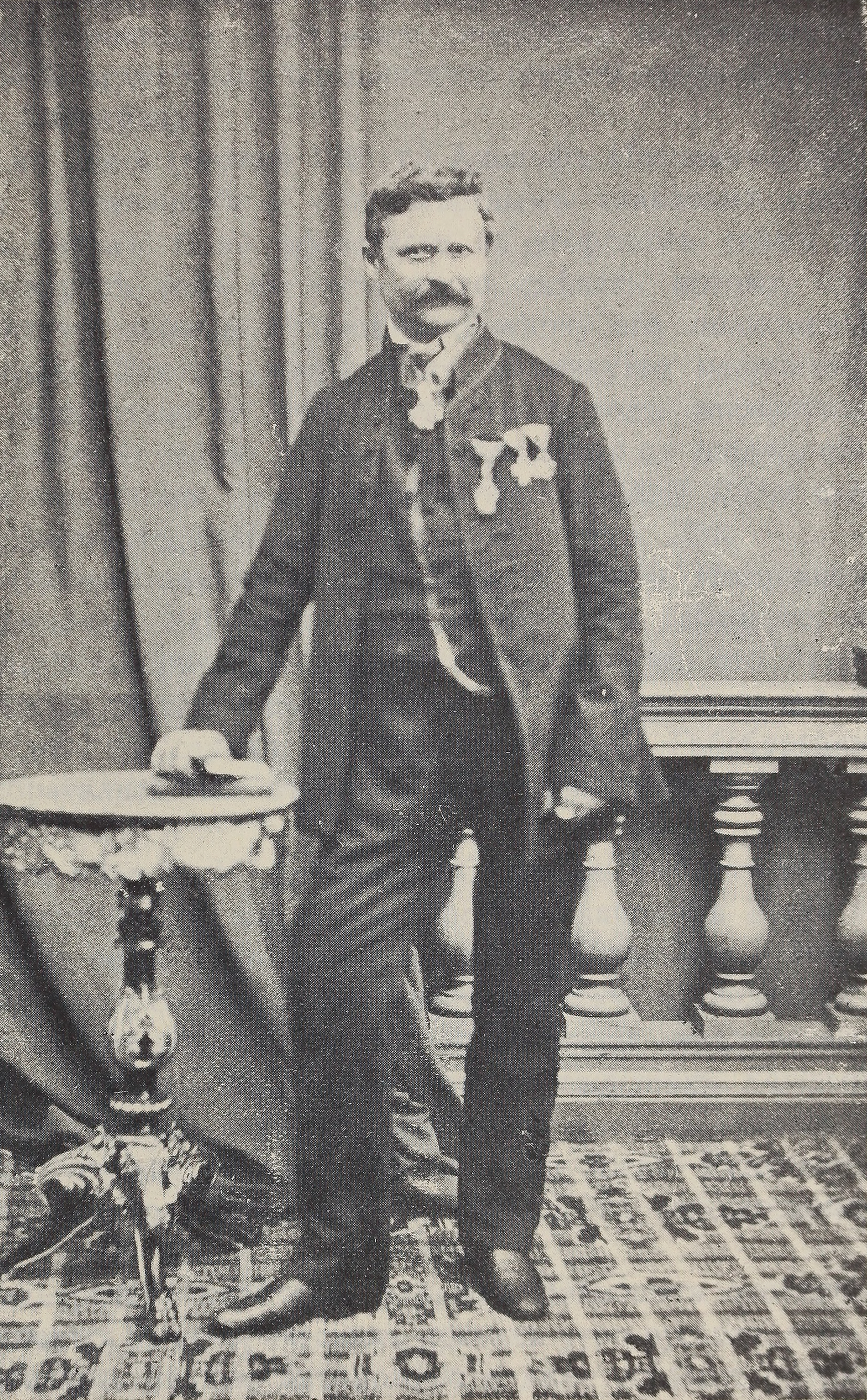
Адольф Добрянський. Будапешт, близько 1860 року

 У березні 1848 року Добрянський отримав вказівку повернутися до Угорщини, де у квітні його представили міністру фінансів Лайошу Кошуту, а потім поїхав назад до Віндшахта, де проживала у своїх батьків його дружина Елеонора Йосипівна (до шлюбу Мільвіус) із дітьми. Там його захоплено зустріли місцеві словаки. Взяв участь у виборах до угорського сейму, проте вибори були скасовані, а депутатом був призначений німець-мадярон Емерих Шембері (Шемберг). Угорські шовіністи розгледіли в Добрянському лідера всіх слов'ян, і збиралися розправитися з ним.
Розгорався угорський заколот, і Добрянський чітко розумів, що його життя в небезпеці. Особливо він переконався в цьому, коли у вересні вирушив у відпустку до Завадки, і дорогою дізнався про страту декількох словацьких патріотів. Він деякий час переховувався у свого батька на Спиші та у зятя Яницького в Мальцові, поки підійшло австрійське військо під командуванням графа Шліка. Тоді Добрянський переселився до Пряшева, де розгорнув діяльність зі збору підписів під проханням до імператора Франца Йосипа про приєднання Угорської Русі до Галичини, що звільнило б закарпатське населення від мадярської залежності. В цей період у Празі проходив Загальнослов'янський з'їзд (з 2 червня до 12 червня 1848), організації якого він активно сприяв. Хоча Добрянський не був присутній особисто на конгресі, але там був представлений його проект зі створення «Руського коронного краю» шляхом об'єднання Підкарпатської Русі, Буковини та Галичини, прийнятий з великим натхненням. Ця програма ніяким чином не узгоджувалась із намірами лідерів угорського заколоту. Незабаром ситуація загострилася й генерал Шлік почав відступати. Добрянський, якого ледве не полонили гонведи в лютому 1849 року, вирушив у Галичину. Він зупинився в Тиличі у священика Михайла Криницького. Там народився син Мирослав. Потім Добрянський перебрався до Перемишля.
Згодом Добрянський оселився у Львові в архієрейській будівлі при соборі Святого Юра. Тут він взяв активну участь у москвофільському русі, познайомився з Куземським, Малиновським, Лотоцьким, Величковським, Петрушевичем, Зубрицьким та іншими, підключився до роботи Головної Руської Ради, брав участь у її засіданнях та загалом громадсько-політичному житті Галичини. Під час надзвичайного засідання ГРР 5 квітня 1849 року Адольф Добрянський зачитав текст петиції до імператора про приєднання Закарпаття до Королівства Галичини та Володимирії, яку мав подати галицький намісник граф Агенор Ґолуховський. Однак той просто проігнорував звернення. У результаті громадський діяч був змушений сам виїхати до столиці, де зустрівся із заступником міністра внутрішніх справ. Проте відповідь високопосадовця була несхвальна: «уряд не може дозволити, щоб Угорська Русь власними силами звільнилася від влади угорців, так як це обов'язково призведе до безладу, до того ж бажаному об'єднанню Австрійської Русі протидіють важливі державні інтереси». Не отримавши згоди, восени 1849 Добрянський ініціює делегацію до Відня з метою знову звернути увагу імператора на становище українців та словаків. 14 жовтня 1849 вона передала текст петиції уповноваженому комісару зі справ Угорщини Герінгеру.
19 квітня 1849 року Добрянського призначили помічником Ференца Зічі — цивільного комісара при російському війську, яке Російська імперія спрямувала до союзної Австрії для придушення угорського повстання. 13 червня він вступив до 3-го корпусу під командуванням генерала Федора Рідигера (предка Алексія II). Брав участь у битвах при Ваці та Дебрецені, приймав капітуляцію угорців під Вілагошем, а в селі Артанде біля Великого Варадина був присутнім, коли Рідигер приймав угорську військову депутацію, яка від імені усієї армії висловлювала прохання про приєднання Угорщини до Росії. Добрянський також відзначав той факт, що місцеві угорці, які завжди неохоче надавали провіант австрійській армії, для російської армії робили це із задоволенням, оскільки вважали австрійців своїми ворогами, а росіян — союзниками, і сподівалися після закінчення повстання прийняти підданство Росії. Командування належним чином оцінило діяльність Добрянського на цій посаді, і він отримав нагороди — два дорогоцінні пістолети від графа Паскевича, Орден Святого Володимира 4-го ступеня, Орден Святої Анни 3-го ступеня, а також медаль «За утихомирення Угорщини і Трансільванії».

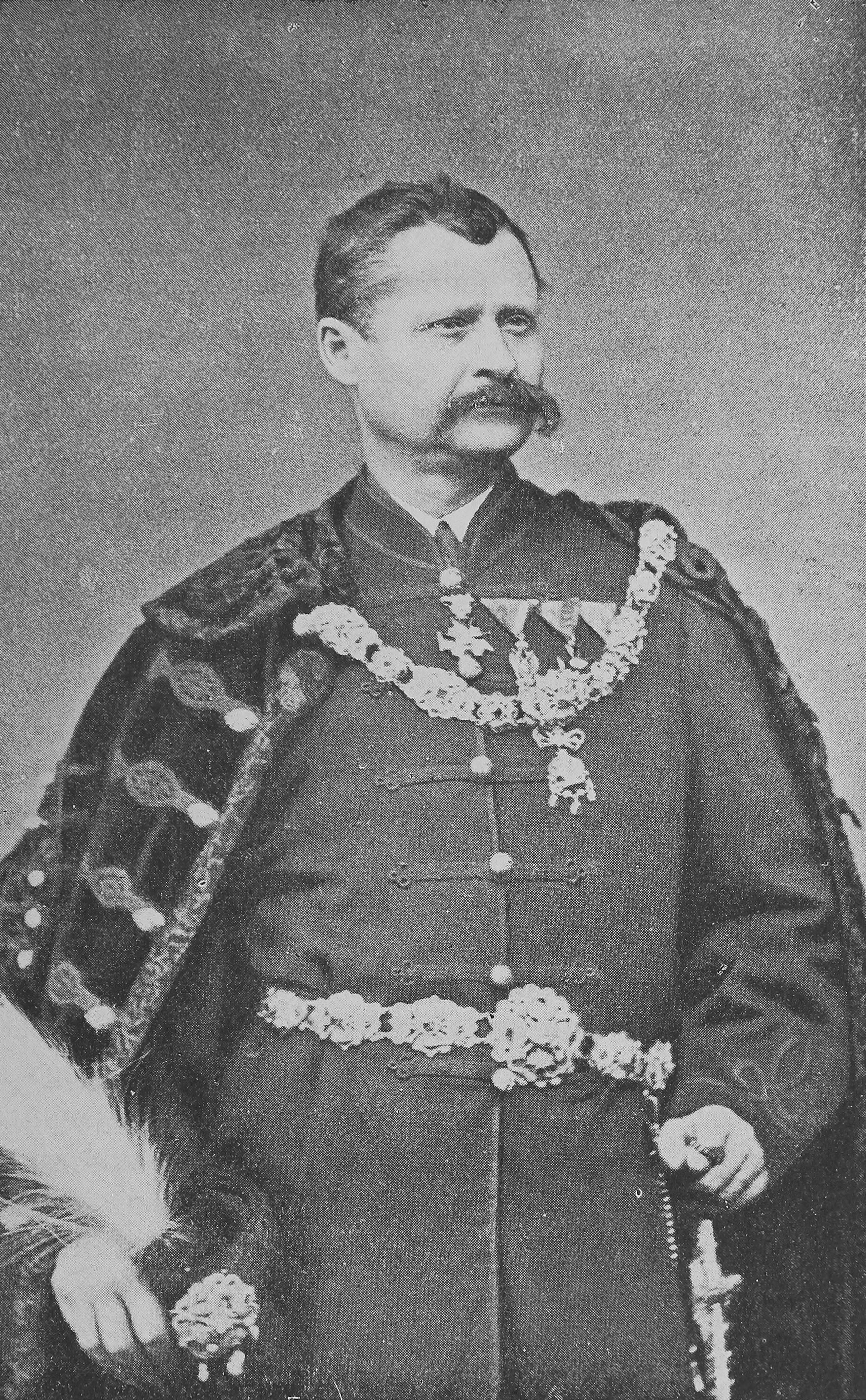
Адольф Добрянський. Будапешт, 1866 рік.

Після придушення повстання Добрянський певний час обіймав посаду верховного комісара в Сегединському окрузі, але невдовзі був вимушений залишити роботу через серйозну хворобу. Після одужання він разом з кількома угроруськими патріотами виїхав до Відня, де депутація, наділена повноваженнями від єпископа Йосипа Гаганца і обох угро-руських консисторій удостоїлася прийому в імператора Франца Йосифа. Делегати знову висловили прохання про приєднання Угорської Русі до Галичини. Це прохання задоволене не було, проте незабаром був утворений Ужгородський округ, в якому на адміністративні посади були призначені корінні мешканці. Так, Адольф Іванович Добрянський отримав пост другого окружного доповідача (референта) і правителя канцелярії в Ужгороді. Це дозволило йому на новому рівні займатися національним відродженням Закарпаття. За його ініціативи були призначені руські чиновники, у діловодство введена руська мова, з'явилися руські написи на вулицях. Угорські сили регіону, що прагнули мадяризації та повної асиміляції карпатоукраїнців, сприйняли це вкрай негативно. Через п'ять місяців Добрянського відкликали за наказом командувача Кошицького військового округу генерала Бордоло до Шариша, де він був королівським комісаром для розслідування посадових злочинів жупана й інших місцевих чиновників. Надалі він брав участь в розборах різних ситуацій в різних регіонах як референт, 1851 року його призначено секретарем першого класу при угорському намісництві, потім, у 1853 році став членом намісницької ради у Великому Варадині, а потім переведено на цю ж посаду в Будапешт. За весь цей час йому доводилося займатися найрізноманітнішою роботою, починаючи від врегулювання земельних конфліктів серед селян і закінчуючи осушенням боліт і регуляцією річок. Уряд належним чином оцінив цю діяльність і в 1857 році він отримав Орден Залізної Корони 3-го ступеня, а також лицарське звання з правом додати до прізвища приставку Сачуров, за назвою села поблизу Рудлова, яке він купив.
У 1859 році Імператорсько-королівський інститут обрав Адольфа Добрянського своїм членом-кореспондентом за заслуги з хіміко-геологічного дослідження мінеральних джерел. У 1861 році він побував з ревізією в Мукачівській в'язниці, і того ж року брав участь у виборах до Угорського сейму, де був обраний депутатом, але мадярська влада анулювала результати виборів. Він взяв участь в перевиборах, знову переміг, і знову результати були анульовані. 1862 року Добрянський отримав Орден Святої Анни 2-го ступеня з нагоди святкування 1000-річчя Русі, а в 1863 йому надали австрійський чин гофрата. Того ж року він став членом словацької Матиці, брав участь у словацькій газеті «Slovenské noviny», а також взяв участь в організації разом з Олександром Духновичем «Товариства св. Іоанна Крестителя» в Пряшеві.
1864 року заснував в Ужгороді літературне «Товариство св. Василя Великого», для поширення духовної й культурно-просвітницької літератури. Того ж року Добрянський імператорським указом призначили порадником-доповідачем угорської придворної канцелярії у Відні (до 1867 року канцелярія була найвищим урядовим органом в Угорщині). У 1865 році він все-таки став депутатом Угорського сейму і брав участь у його роботі до 1868, виявивши себе як політика, економіста і оратора, висуваючи пропозиції з розвитку місцевого самоврядування, реформи оподаткування, національного самовизначення. У 1867 році вийшов у відставку з державної служби, оселився у своєму маєтку, і повністю присвятив себе справам національного відродження Карпатської Русі.

### Громадська діяльність
Живучи у своєму селі і займаючись сільським господарством, А. І. Добрянський практично увесь свій час приділяв просвітницькій, літературній і організаційній роботі. Він перебував на посаді голови «Товариства св. Василя Великого», підтримував закарпатські, галицькі й навіть словацькі друкарські видання, велику увагу надавав церковним питанням. Він розробив програму, згідно з якою повинна була на його думку розвиватися угроруська церква. 1868 року разом з двома депутатами сейму озвучив цю програму. Проте угорці не були в захваті від цього плану, і вони стали просувати автономію усієї угорської католицької церкви, замість окремої автономії греко-католицької церкви. На соборі 1869 року, куди прибув Адольф Добрянський як представник Земплінського округу він висунув вимогу про обрання членів особливого собору угро-руської церкви, але мадярська більшість, присутня на соборі, до якого прилучився мукачівський єпископ Панкович, прийняла лише автономію угорської католицької церкви. На знак протесту Добрянський покинув собор, і склав протестну ноту, в якій виразив свою незгоду з позицією учасників собору. Його підтримало багато діячів угро-руської, а також румунської церков, і в результаті рішення собору так і залишилося не втіленим в життя.
Але цей випадок не минув безслідно. Кількість ворогів Добрянського збільшилася, до них приєдналися деякі угорські священики. У 1871 році мадярські націоналісти організували замах на Адольфа Добрянського, жертвою якого став його син Мирослав, що отримав важкі поранення в результаті нападу на коляску в центрі Ужгорода. Добрянський вже не міг відкрито відвідувати угроруські збори, брати участь у житті руських видань, які без його керівництва стали відчутно занепадати. Характеризуючи сучасну ситуацію в регіоні, він критикував як українофілів, що почала у 1870-х роках проявляти себе, так і «староруську», яка своєю бездіяльністю не приносить ніякої користі руській справі. 1875 року Адольф Добрянський на декілька місяців з'їздив до Російської імперії. Він відвідав великі міста — Варшаву, Вільно, Санкт-Петербург, Київ і Москву, зустрічався з Констянтином Победоносцевим, М. Н. Катковим, І. С. Аксаковим, І. П. Корніловим, С. М. Соловйовим та іншими, його прийняв цесаревич Олександр Олександрович.
Восени 1881 року Добрянський на прохання галицьких москвофілів переїхав зі свого маєтку в Чертижному до Львова. Там він очолив боротьбу галицьких русинів за перехід на православ'я. Він оселився у свого зятя, Ю. М. Геровського, юриста і активіста москвофільської партії, його обрали головою товариства «Руське касино». Намагався організувати масовий перехід селянства галицького Поділля на православ'я, був заарештований, наслідком чого був скандальний судовий львівський процес проти Добрянського, його дочки Ольги Грабар (матері художника і мистецтвознавця Ігоря Грабаря) та низки інших руських діячів у 1882 році (див. Процес Ольги Грабар). Після суду, який їх виправдав, Добрянському довелося переїхати до Відня.
Оселившись у Відні, Адольф Добрянський практично увесь час приділяв літературній діяльності. У період з 1882 по 1887 рік були надруковані твори з історії Галицької Русі, про сучасний стан справ у Русі Угорській, з церковних питань, а також на теми етнографії і лінгвістики. 1883 року він подав апеляцію до Папи на захист І. Г. Наумовича, звинуваченого в розкольництві в ході «Процесу Ольги Грабар». 1885 року російський публіцист П. Ф. Левдик видав у Москві меморандум Добрянського «Про сучасне релігійно-політичне становище австро-угорської Русі», який складався з відповідей на листи галицько-руських діячів про завдання руського друку в Австрії. Добрянський приділяв значну увагу панславізму, розвивав ідеї спільнослов'янської мови. Він постійно був оточений увагою слов'ян, що проживали у Відні або спеціально приїжджали для зустрічі з «патріархом» слов'янського національного відродження, брав участь в організації та роботі таких слов'янських видань, як «Парламентер», «Велеград», «Слов'янське світло», а також товариств, таких як «Община православних чехів». У 1887 році, коли зятя Добрянського, Ю. М. Геровського з дружиною і дітьми перевели в Тіроль, бажаючи оселитися ближче до родичів, перебрався до Інсбрука. Там він прожив до кінця життя, будучи проводирем місцевої слов'янської молоді і написав декілька творів на церковні і спільнослов'янські теми, а також стосовно питань суспільно-політичного і церковного життя сучасної Росії, зокрема, у творах «Плоди вчення гр. Л. Н. Толстого», «Віра і розум».
Помер Адольф Добрянський 6 (19) березня 1901 року в Інсбруці (Австро-Угорщина), після тривалої хвороби. Похований у Чертижному (недалеко від Меджилабірців у східній Словаччині) 13 (26) березня, за величезної кількості народу, обряд відспівування здійснювали 12 священиків. Віддати останню данину пам'яті Адольфу Івановичу прийшли селяни навколишніх сіл, його родичі, друзі і представники руських товариств австрійської Русі.

## Родина
Адольф Добрянський був головою великої сім'ї, практично усі його діти й онуки стали відомими діячами москвофільського руху. Так, старша дочка — Ольга, дружина політика Еммануїла Івановича Грабаря, народила двох синів — художника і мистецтвознавця Ігоря і юриста Володимира. Дочка Олена, дружина лінгвіста Антона Семеновича Будиловича, від цього шлюбу був син Борис, філолог, і дочка Лідія, що стала дружиною Павла Івановича Новгородцева. Дочка Ксенія стала дружиною карпато-руського політика Юліана Михайловича Геровського, серед їх дітей прославилися як активісти філолог Георгій та політик Олексій. Також карпато-руських діячів пошлюбили дочки Добрянського Ірина (за П. Ю. Гомичко) і Віра (за І. П. Продана). Крім того, Адольф Добрянський мав синів — Володимира, Мирослава і Бориса.